# مراد رحمونی
مراد رحمونی (انگلیسی: Mourad Rahmouni؛ زادهٔ ۳ دسامبر ۱۹۶۳) بازیکن فوتبال اهل الجزایر بود.
از باشگاه‌هایی که در آن بازی کرده‌است می‌توان به باشگاه فوتبال القبائل اشاره کرد.
وی همچنین در تیم ملی فوتبال الجزایر بازی کرده‌است.